# Pectinia pygmaea
Espèce
Statut CITES
Pectinia pygmaea est une espèce de coraux appartenant à la famille des Merulinidae.